# Izraelské atomové centrum Dimona

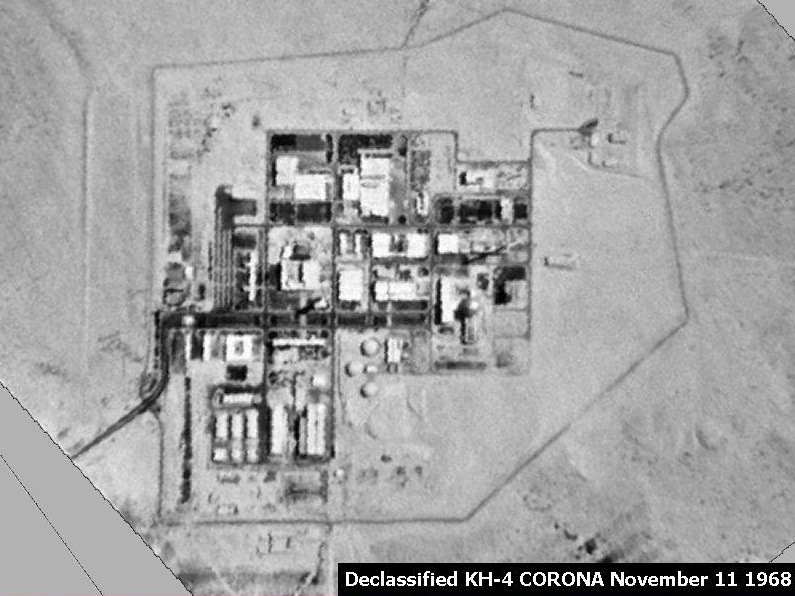
Satelitní snímek komplexu

Izraelské atomové centrum Dimona (popřípadě Negevské nukleární výzkumné středisko) je izraelské výzkumné centrum pro atomovou energii. Nachází se v Negevské poušti, asi 13 km jihovýchodně od města Dimona. Jedná se o vysoce utajovaný a dobře oplocený a chráněný komplex, nad nímž je bezletová zóna. Oficiálně byl uváděn jako textilní továrna, ale všeobecně se má za to, že zde dochází k výrobě jaderných zbraní, což potvrzuje i mnoho expertů. Taktéž se objevily zprávy o tom, že se zde vyrábí ochuzený uran pro vojenské účely (protipancéřové střely). Izrael sice uznal existenci zařízení jako takového, ale nikdy nereagoval na otázky ohledně jeho účelu. Jeho stavba začala v roce 1958, ve spolupráci s francouzskými experty (dělníkům bylo řečeno, že se jedná o odsolovací zařízení). Komplex byl vystavěn v utajení a doposud nebyl nikdy kontrolován mezinárodním úřadem pro kontrolu atomové energie (IAEA) – inspektoři do jeho prostor zatím neměli přístup. Spojené státy americké zjistily pravý účel negevského střediska někdy v 60. letech 20. století a žádaly Izrael o prohlídku jejich inspektory. Izrael souhlasil, ale vyžádal si, aby každá prohlídka s náležitým předstihem avizována. Hlavní reaktor byl postaven někdy mezi lety 1962 a 1964 a předpokládá se, že první izraelské jaderné zbraně s plutoniem zde byly vyrobeny ještě před Šestidenní válkou. V roce 1986 byly detaily o negevském středisku vyzrazeny tamním technickým pracovníkem Mordechajem Vanunu.